# Greencastle (Indiana)
Greencastle é uma cidade localizada no estado americano de Indiana, no Condado de Putnam.

## Demografia
Segundo o censo americano de 2000, a sua população era de 9880 habitantes.
Em 2006, foi estimada uma população de 10.085, um aumento de 205 (2.1%).

## Geografia
De acordo com o United States Census Bureau tem uma área de 13,8 km², dos quais 13,7 km² cobertos por terra e 0,1 km² cobertos por água. Greencastle localiza-se a aproximadamente 260 m acima do nível do mar.

## Localidades na vizinhança
O diagrama seguinte representa as localidades num raio de 20 km ao redor de Greencastle.